# Al Harrington
Albert "Al" Harrington (Orange, Nueva Jersey, 17 de febrero de 1980) es un exjugador de baloncesto estadounidense que disputó 16 temporadas en la NBA. Con 2,06 metros de altura jugaba en la posición de ala-pívot.

## Carrera

### High School
Pasó tres años en el Instituto St. Patrick's, en los que en total anotó 1307 puntos, cogió 1104 rebotes, puso 179 tapones, repartió 152 asistencias y robó 71 balones. En su año sénior, promedió 18,4 puntos y 11,5 rebotes, procedente del Instituto Roselle, en Nueva Jersey, donde jugó su año freshman (novato).

### NBA

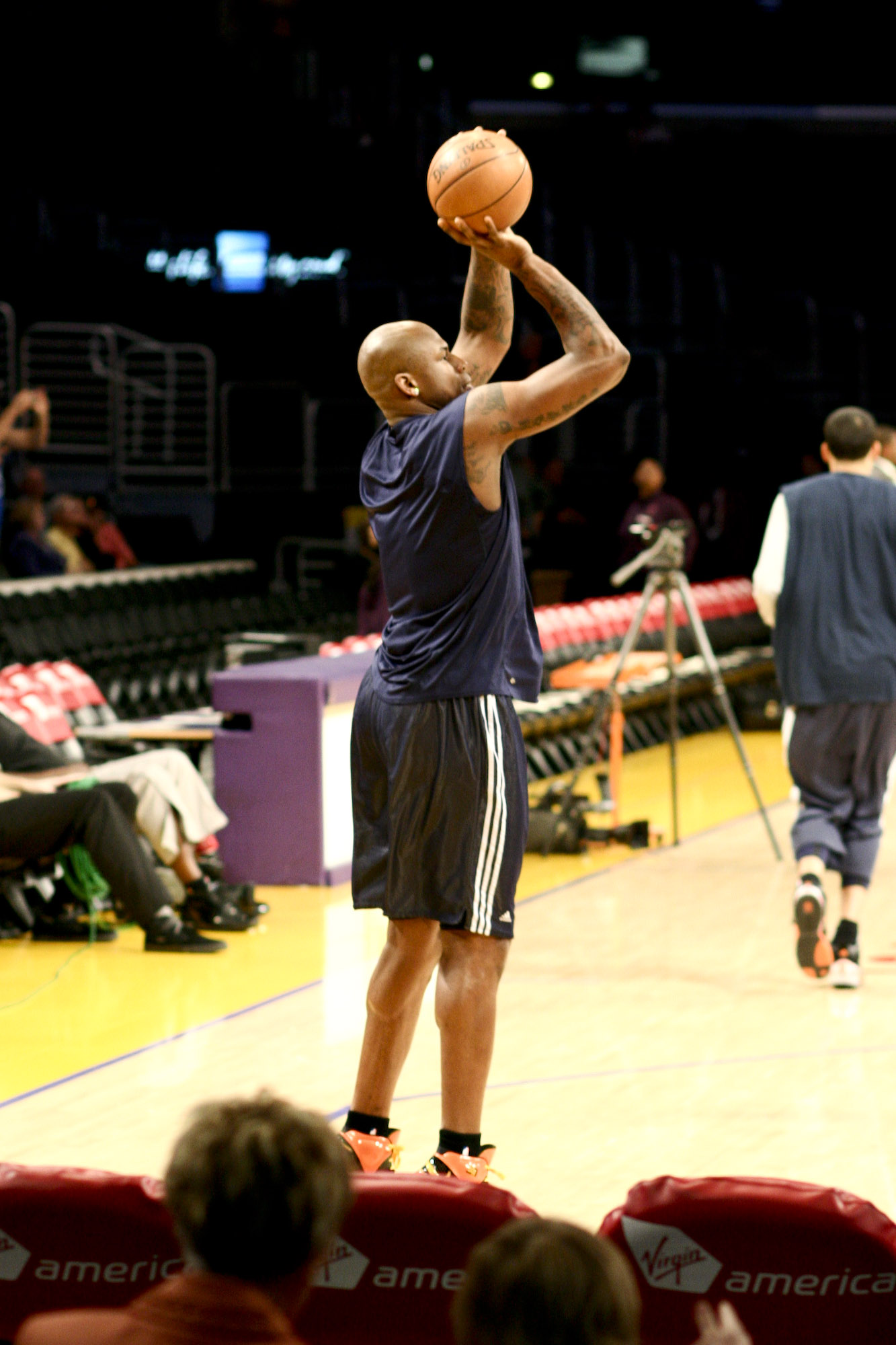
Harrington con Golden State Warriors en 2008.

A los 18 años de edad, fue seleccionado por Indiana Pacers en el puesto 25 del Draft de 1998. En Indiana pasó seis años, principalmente saliendo desde el banquillo. En su primera campaña en la liga jugó muy poco, tan solo apareciendo en 21 partidos y promediando 7.6 minutos. Además, formó parte de los Pacers que llegaron a las Finales de la NBA en 2000.
Pero su temporada de consagración llegó en la temporada 2001-02, en la que promedió 13.1 puntos y 6.3 rebotes, pero su gran campaña se vino abajo cuando se lesionó la rodilla en un partido ante Boston Celtics y se perdió 38 encuentros de liga regular. Regresó totalmente recuperado la temporada siguiente, promediando 12.2 puntos y 6 rebotes, comenzando como titular en 37 partidos. En la 2003-04, en cambio, su papel de sexto hombre fue muy importante en la franquicia, promediando 13.3 puntos y 6.4 y finalizando segundo en la votación al premio al Mejor Sexto Hombre.
El 15 de julio de 2004, Harrington fue traspasado a Atlanta Hawks por Stephen Jackson, debido a que no estaba contento en el equipo saliendo continuamente desde el banquillo. En los Hawks fue titular, pero el equipo no pasó de ser uno de los peores de la liga.
En 2006 se convirtió en agente libre y fue firmado por los Hawks e inmediatamente traspasado de nuevo a los Pacers a cambio de una primera ronda de draft de 2007. Sin embargo, el 17 de enero de 2007 formó parte de un intercambio que le enviaba junto con Stephen Jackson, Šarūnas Jasikevičius y Josh Powell a Golden State Warriors por Troy Murphy, Mike Dunleavy, Ike Diogu y Keith McLeod. En los Warriors fue titular desde el primer momento, ayudando al equipo a meterse en playoffs.
El 21 de noviembre de 2008 fue traspasado a New York Knicks a cambio de Jamal Crawford.
El 15 de julio de 2010, Al Harrington fichó como agente libre por Denver Nuggets.
En agosto de 2013, fue despedido por los Orlando Magic.
El 14 de agosto de 2013, firmó con los Washington Wizards.

### China y retirada
El 11 de agosto de 2014, firmó con los Fujian Xunxing de la liga China.
En marzo de 2015 tras no recibir ninguna oferta en la NBA, Harrington anunció su retirada del baloncesto profesional después de jugar 16 temporadas en siete equipos promediando 13,5 puntos y 5,6 rebotes por partido en su trayectoria.
Pero en octubre de 2915 regresó, firmando por los Sydney Kings de la National Basketball League. Debutó el 30 de octubre anotando 12 puntos ante Townsville Crocodiles, y disputó su último encuentro el 19 de noviembre, anotando 18 puntos ante New Zealand Breakers. En los seis encuentros que disputó, promedió  17,7 puntos y 6,8 rebotes por partido.

### Entrenador
El 24 de diciembre de 2021, firmó como asistente técnico de los Cape Town Tigers de Sudáfrica.

## Estadísticas de su carrera en la NBA

### Temporada regular
| Año     | Equipo       | PJ  | PT  | MPP  | %TC  | %3P  | %TL  | RPP | APP | ROB | TPP | PPP  |
| ------- | ------------ | --- | --- | ---- | ---- | ---- | ---- | --- | --- | --- | --- | ---- |
| 1998-99 | Indiana      | 21  | 0   | 7.6  | .321 | .000 | .600 | 1.9 | .2  | .2  | .1  | 2.1  |
| 1999-00 | Indiana      | 50  | 0   | 17.1 | .458 | .235 | .703 | 3.2 | .8  | .5  | .2  | 6.6  |
| 2000-01 | Indiana      | 78  | 38  | 24.3 | .444 | .143 | .656 | 4.9 | 1.7 | .8  | .2  | 7.5  |
| 2001-02 | Indiana      | 44  | 1   | 29.8 | .475 | .333 | .799 | 6.3 | 1.2 | .9  | .5  | 13.1 |
| 2002-03 | Indiana      | 82  | 37  | 30.1 | .434 | .283 | .770 | 6.2 | 1.5 | .9  | .4  | 12.2 |
| 2003-04 | Indiana      | 79  | 15  | 30.9 | .463 | .273 | .734 | 6.4 | 1.7 | 1.0 | .3  | 13.3 |
| 2004-05 | Atlanta      | 66  | 66  | 38.6 | .459 | .216 | .672 | 7.0 | 3.2 | 1.3 | .2  | 17.5 |
| 2005-06 | Atlanta      | 76  | 76  | 36.6 | .452 | .346 | .694 | 6.9 | 3.1 | 1.1 | .2  | 18.6 |
| 2006-07 | Indiana      | 36  | 36  | 33.6 | .458 | .458 | .713 | 6.3 | 1.4 | .7  | .3  | 15.9 |
| 2006-07 | Golden State | 42  | 42  | 32.3 | .456 | .417 | .681 | 6.4 | 2.3 | .9  | .3  | 17.0 |
| 2007-08 | Golden State | 81  | 59  | 27.0 | .434 | .375 | .774 | 5.4 | 1.6 | .9  | .2  | 13.6 |
| 2008-09 | Golden State | 5   | 5   | 33.2 | .329 | .393 | .500 | 5.6 | 2.0 | 1.4 | .0  | 12.4 |
| 2008-09 | New York     | 68  | 51  | 35.0 | .446 | .362 | .804 | 6.3 | 1.4 | 1.2 | .3  | 20.7 |
| 2009-10 | New York     | 72  | 15  | 30.5 | .435 | .342 | .757 | 5.6 | 1.5 | .9  | .4  | 17.7 |
| 2010-11 | Denver       | 73  | 3   | 22.8 | .416 | .357 | .735 | 4.5 | 1.4 | .5  | .1  | 10.5 |
| 2011-12 | Denver       | 64  | 1   | 27.5 | .446 | .333 | .676 | 6.1 | 1.4 | .9  | .2  | 14.2 |
| 2012-13 | Orlando      | 10  | 0   | 11.9 | .351 | .267 | .750 | 2.7 | 1.0 | .4  | .1  | 5.1  |
| 2013-14 | Washington   | 34  | 0   | 15.0 | .396 | .340 | .771 | 2.4 | .8  | .4  | .0  | 6.6  |
| Total   | Total        | 981 | 445 | 28.6 | .444 | .352 | .727 | 5.6 | 1.7 | .9  | .3  | 13.5 |

### Playoffs
| Año   | Equipo       | PJ | PT | MPP  | %TC  | %3P  | %TL  | RPP | APP | ROB | TPP | PPP  |
| ----- | ------------ | -- | -- | ---- | ---- | ---- | ---- | --- | --- | --- | --- | ---- |
| 2001  | Indiana      | 3  | 0  | 13.3 | .154 | .000 | .500 | 1.3 | 1.0 | .0  | .0  | 1.7  |
| 2003  | Indiana      | 6  | 0  | 17.2 | .212 | .000 | .667 | 3.7 | .8  | 1.0 | .5  | 3.0  |
| 2004  | Indiana      | 16 | 2  | 26.7 | .429 | .400 | .545 | 6.4 | .8  | 1.4 | .6  | 9.5  |
| 2007  | Golden State | 11 | 5  | 23.8 | .398 | .395 | .633 | 4.6 | .5  | .4  | .6  | 10.2 |
| 2011  | Denver       | 5  | 0  | 14.0 | .455 | .500 | .750 | 1.4 | 1.0 | .6  | .0  | 5.6  |
| 2012  | Denver       | 7  | 0  | 23.3 | .320 | .286 | .667 | 4.3 | .9  | .4  | .1  | 9.7  |
| 2014  | Washington   | 7  | 0  | 8.4  | .400 | .000 | .714 | 2.3 | .0  | .6  | .0  | 2.4  |
| Total | Total        | 55 | 7  | 20.4 | .374 | .317 | .605 | 4.2 | .7  | .8  | .4  | 7.3  |

## Vida personal

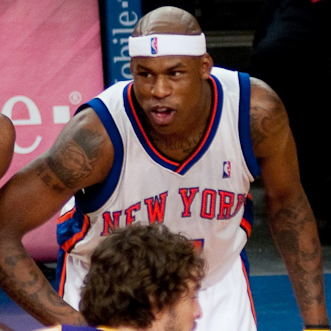
Al Harrington

Tiene dos hermanos menores y una hermana menor.
Durante el verano de 1997, trabajó en la oficina de Richard Codey, senador de Nueva Jersey.
Cantó un dueto con Rosie O'Donnell: "Anything You Can Do".
En 2009 se casó con Michelle Harrington, con la cual tuvo una hija llamada Amaya.

### Cannabis
Harrington está a favor de la legalización del cannabis. En octubre de 2016, apareció en un anuncio en internet apoyando la aprobación de la Proposición 64 de California. También ha escrito un artículo en The Players' Tribune titulado "9 Reasons to End the War on Marijuana" ("9 razones para poner fin a la guerra contra la marihuana").
Tras retirarse de la NBA,  creó una empresa que produce extractos de cannabis. La empresa, Viola Brands, lleva el nombre de su abuela, que aquejada de glaucoma y diabetes, probó el cannabis a instancias de su fmailia y encontró un alivio considerable. La empresa cultiva cannabis internamente y tiene instalaciones en varios estados.
En febrero de 2018, Harrington anunció el lanzamiento de Harrington Wellness, una empresa que fabrica productos cannabinoides no psicoactivos. También se anunció su inversión en una tercera empresa, Butter Baby, que fabrica comestibles de cannabis. Las tres empresas juntas forman The Harrington Group.
En julio de 2021, junto al exjugador Allen Iverson, anunciaron el lanzamiento de una línea de productos de cannabis llamada "The Iverson Collection". Como parte de la asociación, Iverson ayudará en el desarrollo de diversas iniciativas empresariales para Viola Brands.
En julio de 2022, anunció también una colaboración con la National Basketball Players Association (NBPA) para la promoción de sus productos Re+Play (una gama de CBD), que será vendida en Amazon y Walmart.